# Eric Engstrom
Eric Engstrom, né le 25 janvier 1965 à Oroville et mort le 1er décembre 2020 à Seattle, est un ingénieur logiciel américain. Alors qu'il travaille chez Microsoft, aux côtés d'Alex St. John et Craig Eisler, Engstrom est responsable du développement de DirectX, une interface de programmation d’applications pour Microsoft Windows qui a permis à Windows de devenir une plateforme de jeu viable et qui a conduit au développement de la gamme de consoles de jeux vidéo Xbox.

## Jeunesse
Engstrom est né le 25 janvier 1965 à Oroville, dans l'État de Washington,. Il fréquente l'université d'État de Washington mais n'obtient pas de diplôme. Tout en faisant un certain nombre de petits boulots après avoir quitté l'université, il apprend la programmation informatique en autodidacte,.

## Carrière
Engstrom rejoint Microsoft sur la suggestion d'un ami, en commençant par un poste de consultant pour le support client. À la fin de son contrat, il reçoit des offres d'emploi permanent à la fois chez Microsoft et chez Data I/O. Il opte pour cette dernière en raison d'un salaire plus élevé, bien que l'offre de Microsoft comprenne des stock options. En 1991, il quitte Data I/O et retourne chez Microsoft en tant que manager général. Fin 1994, Alex St. John le contacte, ainsi que Craig Eisler, pour trouver une solution au développement d'interfaces de programmation de jeux vidéo pour Windows 95. St. John a en effet constaté que les développeurs hésitent à passer de MS-DOS au nouvel environnement. Pendant qu'Eisler se concentre sur la programmation de la nouvelle interface, Engstrom et St. John s'efforcent d'évangéliser cet effort en dehors de Microsoft, car ils n'ont pas reçu un grand soutien interne pour cet effort ; la direction de Microsoft estime que la probabilité que Windows 95 soit une plate-forme de jeu viable est faible. Les trois hommes dévoilent la nouvelle interface vers avril 1995 et la nomme rapidement DirectX, en partie parce qu'elle accède directement au matériel informatique et contourne certaines des API de Windows 95. DirectX est ajouté à Windows 95 en septembre 1995, et devient un facteur essentiel pour aider à amener plus de jeux sur Windows. Plus tard, les capacités de DirectX conduisent Microsoft à développer également le matériel de la console de jeux vidéo Xbox. Les efforts déployés par Engstrom, St. John et Eisler pour créer DirectX, en dépit de la résistance à laquelle ils se sont heurtés au sein de Microsoft, leur valent d'être surnommés les « Beastie Boys » (qui peut être traduit par « méchants garçons ») et de faire l'objet du livre Renegades of the Empire de Michael Drummond,.
Engstrom quitte Microsoft après avoir jeté les bases de DirectX et fonde Wildseed vers l'an 2000 ; Wildseed est une entreprise de technologie de téléphonie mobile précoce et est ensuite rachetée par America On-line en 2005 ; au sein d'AOL, l'acquisition de Wildseed réunit Engstrom et Eisler. Engstorm cofonde également Catalytic, une société de logiciels basée à Kirkland, Washington, mais utilisant une équipe de programmeurs indiens logés sur un campus nommé New Oroville près d'Hyderabad. Alors qu'ils avaient prévu un campus de 500 acres en Inde, la récession de 2008 les contraint à réduire leurs plans à une installation de seulement 50 acres. En 2010, la société est liquidée.
En 2008, il revient travailler chez Microsoft dans les domaines de Windows Mobile et de la publicité ciblée sur les utilisateurs pour les services en ligne de Microsoft. Après avoir quitté Microsoft à nouveau en 2014, il passe son temps en tant que directeur de la technologie et conseiller pour un certain nombre de start-ups.

## Vie personnelle et mort
Engstrom a rencontré sa femme Cindy durant son aventure avec Wildseed, et l'a épousée le 2 février 2005. Ils ont quatre enfants. Engstrom décède le 1er décembre 2020 à Seattle, à la suite de complications médicales liées à un accident de laboratoire,. 